# Operation Menai Bridge

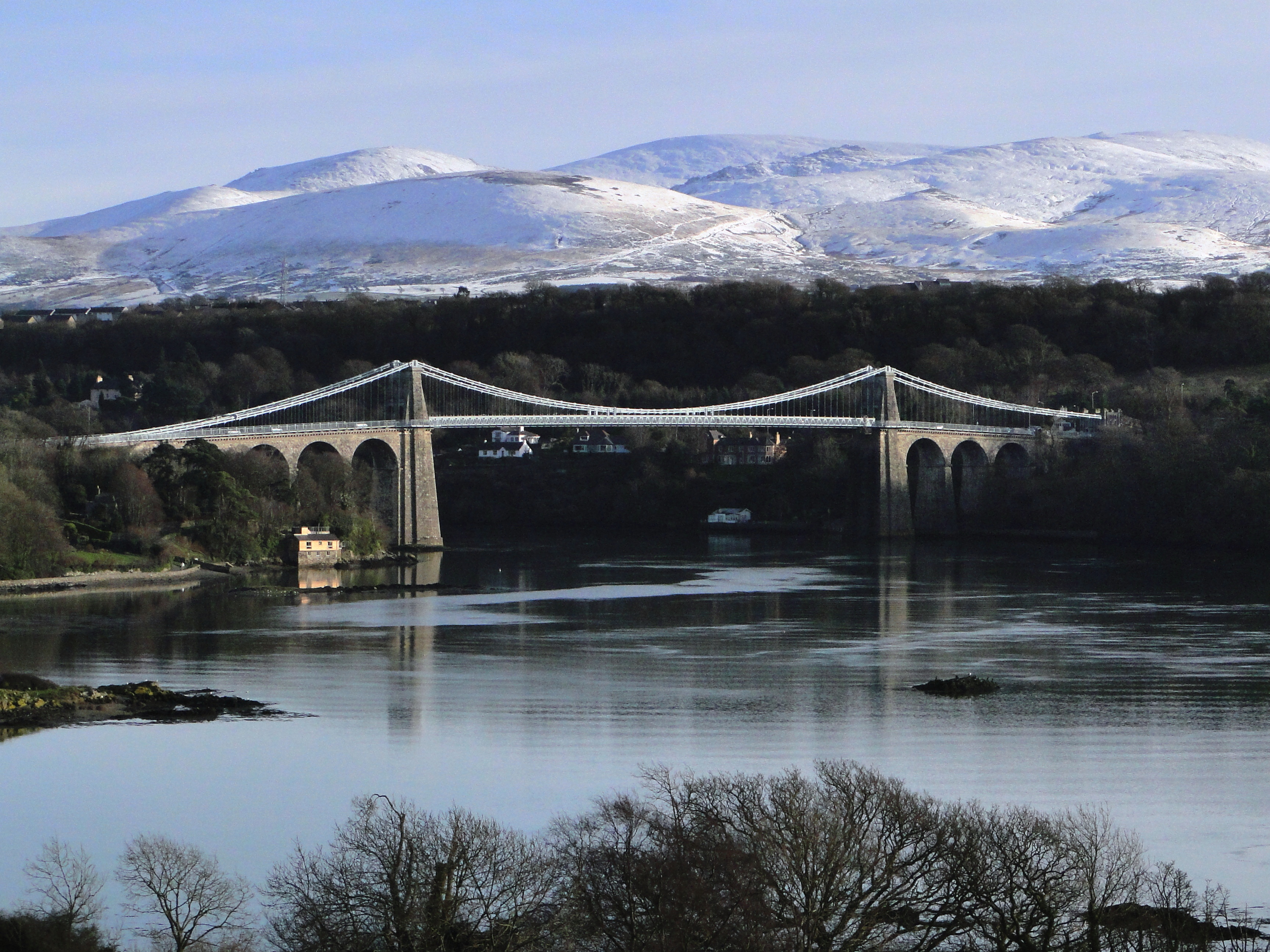
Menai Suspension Bridge (2009)

Operation Menai Bridge ist der Codename des Plans, der die Angelegenheiten nach dem Tod von König Charles III. regelt. Der Plan beinhaltet die Bekanntmachung des Ablebens, die offizielle Trauerfeier und das Staatsbegräbnis.
Der Name geht auf die Menai Suspension Bridge in Wales zurück. Charles III. war über 63 Jahre lang Prince of Wales, bevor er den Thron von seiner Mutter Elisabeth II. erbte. Die Reaktion auf ihren Tod im Jahr 2022 wurde durch die Operation London Bridge geregelt, während das Ableben seines Vaters Philip, Duke of Edinburgh durch die Operation Forth Bridge reguliert wurde. Eingeführt wurden die Codenamen, um zu verhindern, dass die Todesnachricht vor der offiziellen Bekanntmachung an die Presse gerät.
Laut Quellen des Daily Beast sollen die Abläufe der Beerdigung von Elizabeth II. in einem internen Dokument evaluiert werden und in die Planung von Operation Menai Bridge einfließen. Weiterhin soll der Plan mehrere hundert Seiten umfassen und, insbesondere nach der Krebsdiagnose von Charles, ständig überprüft und aktualisiert werden.

## Ablauf
Mit ersten Vorbereitungen für den Tod von Charles III. wurde im September 2022 begonnen. Dies bestätigte der ehemalige Royal Protection Officer Simon Morgan der Presse kurz nach dem Tod von Elisabeth II.
Der Plan soll einige Parallelen zu dem Ablauf von Operation London Bridge aufweisen. Sein ältester Sohn William wird ihm auf den Thron folgen. Dessen Thronfolge wird sein Sohn George einnehmen. Williams Frau, Kate Middleton, wird wahrscheinlich zur Queen Consort. William wird eine Ansprache an die Nation halten. Der Premierminister wird vom Privatsekretär des Königs informiert. Die Permanent Secretaries erhalten ein Skript und informieren die Minister über das Ableben des Königs. Der Cabinet Secretary informiert hochrangige Beamte per Mail. Der Leichnam von Charles III. wird nach einer Trauerzeremonie in der St George’s Chapel des Windsor Castle beigesetzt.